# فريد بلعباس
فريد بلعباس (مواليد 20 أكتوبر 1985 في وهران) لاعب كرة قدم جزائري. لعب كمدافع في ترجي مستغانم في الرابطة الجزائرية المحترفة الثانية لكرة القدم.

## روابط خارجية
- فريد بلعباس على موقع قاعدة بيانات كرة القدم.إي يو (الإنجليزية)
- فريد بلعباس على موقع Soccerway.com (الإنجليزية)